# Fontcalent
Fontcalent es una entidad singular de población y núcleo de población del municipio español de Alicante.  Limita al norte con Cañada del Fenollar; al este con Alicante; al oeste con La Alcoraya y El Rebolledo; al sur con Vallonga y El Bacarot.

## Descripción
Durante el siglo XIX Fontcalent perteneció a San Vicente del Raspeig. Es una de las pedanías más extensas de las once que tiene Alicante, y su particularidad es que la población vive diseminada en varios núcleos: el Pla, la Serreta, La Campaneta, Yeseras, El Salar, Lo Sogorb, Lo Gosálvez, La Ballestera, Lo Montagut, Lo Navarelo y Los Monteros.
Los núcleos de población están distribuidos de manera dispersa, lo cual hace que no disponga ni de plaza pública. La pedanía tiene una ermita en estado ruinoso, y no existe ningún comercio ni bar, solamente una farmacia.

## Población
En el año 2022, Fontcalent tiene un total de 703 habitantes distribuidos de la siguiente manera:
- El Pla, 213
- La Serreta, 85
- Yeseras, 10
- La Campaneta, 43
- Diseminado, 352

## Instalaciones
Entre las instalaciones que se encuentran en esta pedanía destacan: el Centro Penitenciario Alicante Cumplimiento, el Hospital Psiquiátrico Penitenciario de Alicante, el vertedero municipal, el campo de entrenamiento del Hércules CF, varias canteras y una gran cementera. Asimismo, cruzan Fontcalent parte del trazado de la autovía A-7 y las vías del tren AVE, que divide la pedanía en dos partes.